# بوهوميل نيمتشيك
بوهوميل نيمتشيك (2 يناير 1938 – 2 مايو 2010) هو ملاكم تشيكوسلوفاكي راحل، مثّل بلاده في الألعاب الأولمبية الصيفية 1960 وحقق الميدالية الذهبية في فئة وزن الوالتر.

## روابط خارجية
بوهوميل نيمتشيك على موقع اللجنة الأولمبية الدولية (الإنجليزية)
- بوهوميل نيمتشيك على موقع أوليمبيديا (الإنجليزية)
- بوهوميل نيمتشيك على موقع اللجنة الأولمبية التشيكية (التشيكية)